# Monserrate (Viana do Castelo)
A Freguesia de Monserrate é uma antiga freguesia portuguesa do Município de Viana do Castelo, que tinha 2,07 km² de área e 4 948 habitantes (2011), e, por isso, uma densidade populacional de 2 390,3 hab/km². 
A Freguesia de Monserrate foi extinta em 2013, no âmbito de uma reforma administrativa nacional, tendo sido agregada às freguesias de Meadela e Santa Maria Maior, para formar uma nova freguesia denominada União de freguesias de Viana do Castelo (Monserrate, Meadela e Santa Maria Maior).

## População
| População da freguesia de Viana do Castelo (Monserrate) | População da freguesia de Viana do Castelo (Monserrate) | População da freguesia de Viana do Castelo (Monserrate) | População da freguesia de Viana do Castelo (Monserrate) | População da freguesia de Viana do Castelo (Monserrate) | População da freguesia de Viana do Castelo (Monserrate) | População da freguesia de Viana do Castelo (Monserrate) | População da freguesia de Viana do Castelo (Monserrate) | População da freguesia de Viana do Castelo (Monserrate) | População da freguesia de Viana do Castelo (Monserrate) | População da freguesia de Viana do Castelo (Monserrate) | População da freguesia de Viana do Castelo (Monserrate) | População da freguesia de Viana do Castelo (Monserrate) | População da freguesia de Viana do Castelo (Monserrate) | População da freguesia de Viana do Castelo (Monserrate) |
| ------------------------------------------------------- | ------------------------------------------------------- | ------------------------------------------------------- | ------------------------------------------------------- | ------------------------------------------------------- | ------------------------------------------------------- | ------------------------------------------------------- | ------------------------------------------------------- | ------------------------------------------------------- | ------------------------------------------------------- | ------------------------------------------------------- | ------------------------------------------------------- | ------------------------------------------------------- | ------------------------------------------------------- | ------------------------------------------------------- |
| 1864                                                    | 1878                                                    | 1890                                                    | 1900                                                    | 1911                                                    | 1920                                                    | 1930                                                    | 1940                                                    | 1950                                                    | 1960                                                    | 1970                                                    | 1981                                                    | 1991                                                    | 2001                                                    | 2011                                                    |
| 4 387                                                   | 3 557                                                   | 4 164                                                   | 4 467                                                   | 4 836                                                   | 5 046                                                   | 5 298                                                   | 6 316                                                   | 6 424                                                   | 5 791                                                   | 5 726                                                   | 7 050                                                   | 6 417                                                   | 5 637                                                   | 4 948                                                   |

| Distribuição da População por Grupos Etários | Distribuição da População por Grupos Etários | Distribuição da População por Grupos Etários | Distribuição da População por Grupos Etários | Distribuição da População por Grupos Etários | Distribuição da População por Grupos Etários | Distribuição da População por Grupos Etários | Distribuição da População por Grupos Etários | Distribuição da População por Grupos Etários | Distribuição da População por Grupos Etários |
| -------------------------------------------- | -------------------------------------------- | -------------------------------------------- | -------------------------------------------- | -------------------------------------------- | -------------------------------------------- | -------------------------------------------- | -------------------------------------------- | -------------------------------------------- | -------------------------------------------- |
| Ano                                          | 0-14 Anos                                    | 15-24 Anos                                   | 25-64 Anos                                   | > 65 Anos                                    |                                              | 0-14 Anos                                    | 15-24 Anos                                   | 25-64 Anos                                   | > 65 Anos                                    |
| 2001                                         | 756                                          | 834                                          | 2987                                         | 1060                                         |                                              | 13,4%                                        | 14,8%                                        | 53,0%                                        | 18,8%                                        |
| 2011                                         | 542                                          | 532                                          | 2708                                         | 1166                                         |                                              | 11,0%                                        | 10,8%                                        | 54,7%                                        | 23,6%                                        |

## Património edificado
- Capela de Nossa Senhora da Agonia
- Palacete dos Alpuim ou Casa dos Algorreta (incluindo jardim)
- Forte ou Castelo de Santiago da Barra
- Hospital de Viana do Castelo ou Hospital de Santa Luzia
- Igreja de Santa Cruz (Viana do Castelo)
- Torre de Vigia da Barra
- Farol do Castelo de Santiago
- Farol da Senhora da Agonia

## Política

### Eleições autárquicas

#### Junta de Freguesia
| Partido | %    | M    | %    | M    | %    | M    | %    | M    | %    | M    | %    | M    | %    | M    | %    | M    | %    | M    | %    | M    |
| Partido | 1976 | 1976 | 1979 | 1979 | 1982 | 1982 | 1985 | 1985 | 1989 | 1989 | 1993 | 1993 | 1997 | 1997 | 2001 | 2001 | 2005 | 2005 | 2009 | 2009 |
| ------- | ---- | ---- | ---- | ---- | ---- | ---- | ---- | ---- | ---- | ---- | ---- | ---- | ---- | ---- | ---- | ---- | ---- | ---- | ---- | ---- |
| IND     | 28,6 | 3    |      |      |      |      |      |      |      |      |      |      |      |      |      |      |      |      |      |      |
| PS      | 28,3 | 3    | 20,4 | 3    | 24,2 | 5    | 17,4 | 2    | 24,7 | 3    | 23,7 | 3    | 30,8 | 4    | 28,6 | 4    | 30,7 | 4    | 32,8 | 5    |
| PPD/PSD | 22,2 | 2    |      |      |      |      | 32,6 | 5    | 25,0 | 4    | 23,8 | 3    | 20,5 | 3    |      |      | 26,5 | 4    |      |      |
| CDS-PP  | 13,1 | 1    |      |      |      |      |      |      | 5,4  |      | 7,4  | 1    | 4,1  |      |      |      |      |      |      |      |
| AD      |      |      | 38,7 | 5    | 31,6 | 6    |      |      |      |      |      |      |      |      |      |      |      |      |      |      |
| APU/CDU |      |      | 38,0 | 5    | 40,1 | 8    | 45,4 | 6    | 41,8 | 6    | 41,7 | 6    | 39,0 | 6    | 44,6 | 6    | 29,6 | 4    | 31,3 | 4    |
| PSD-CDS |      |      |      |      |      |      |      |      |      |      |      |      |      |      | 20,9 | 3    |      |      | 24,9 | 3    |
| B.E.    |      |      |      |      |      |      |      |      |      |      |      |      |      |      | 2,1  |      | 7,6  | 1    | 6,9  | 1    |